# Corpus Vitrearum

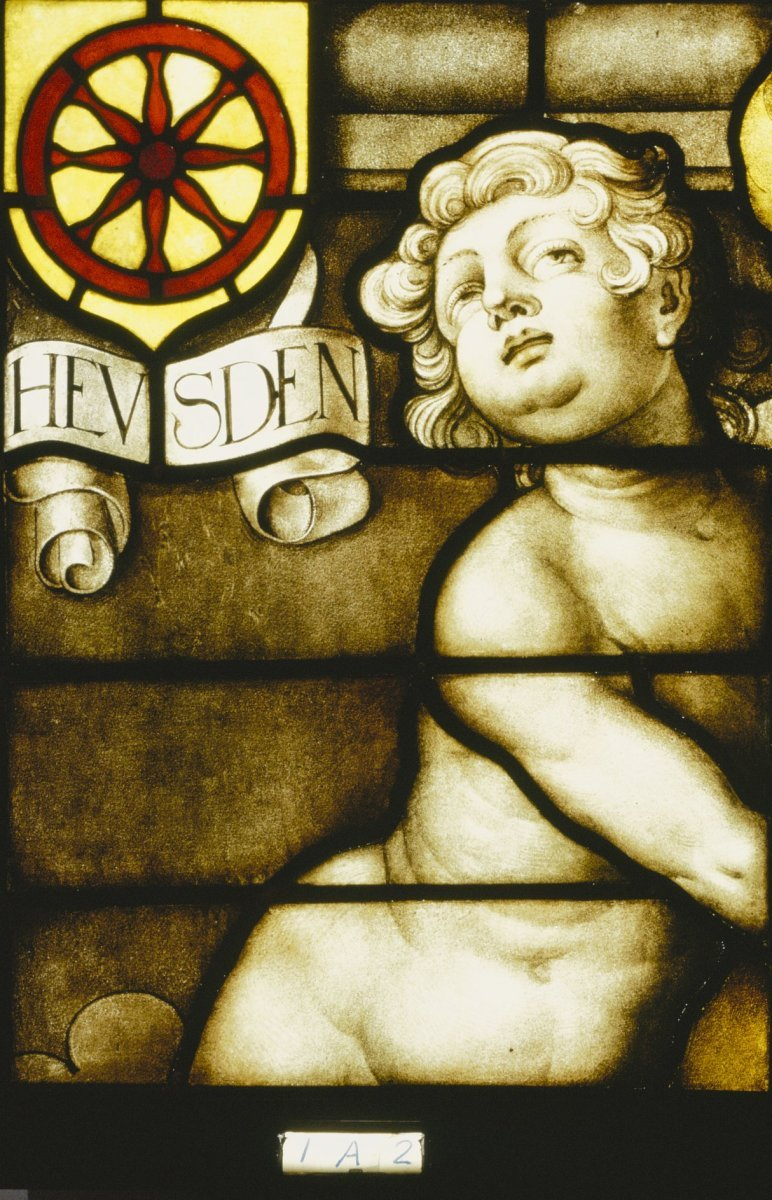
De Vrijheid van Consciëntie, detail van het glasraam nr 1 in de Sint-Janskerk (Gouda).

Corpus Vitrearum, oorspronkelijk Corpus Vitrearum Medii Aevi ("Glaswerk van de Middeleeuwen" in het Latijn), is een internationaal kunsthistorisch genootschap dat tot doel heeft alle bewaard gebleven historische glas-in-loodramen te onderzoeken en te documenteren, en zo breder toegankelijk te maken. De Latijnse uitdrukking Corpus Vitrearum betekent letterlijk “glazen lichaam”.
In twintig Europese en Noord-Amerikaanse landen werden nationale comités gevormd, die elkaar tweejaarlijks ontmoeten op een internationaal colloquium. In 2022 waren in de internationale bibliotheek reeds meer dan honderd werken gepubliceerd.

## Geschiedenis
Tot het midden van de 20e eeuw raakten vele gebrandschilderde ramen uit de middeleeuwen of de moderne tijd verloren of vernietigd zonder dat ze ooit waren gedocumenteerd. In verschillende Europese landen lieten de diensten die belast waren met de bescherming van het artistieke erfgoed kort voor de Tweede Wereldoorlog (1939-1945) veel oude glas-in-loodramen in veiligheid brengen. Men herinnerde zich immers de verschrikkingen van de Eerste Wereldoorlog (1914-1918), onder meer de vernietiging in 1914 van de glas-in-loodramen in de kathedraal van Reims. Deze operatie werd tijdens de oorlog systematisch uitgevoerd om de gebrandschilderde ramen te fotograferen en te documenteren, en ze te beschermen tegen bombardementen.
In 1949 presenteerde prof. Hans R. Hahnloser (1899-1974), hoogleraar aan de Universiteit van Bern, op het XVIe congres van het Internationaal Comité voor Kunstgeschiedenis in Lissabon zijn project om de middeleeuwse glas-in-loodramen van Europa systematisch te beschrijven. Het Corpus Vitrearum ging officieel van start in 1952 ter gelegenheid van het 17e Internationaal Congres van de Kunstgeschiedenis in Amsterdam. Het jaar nadien kwamen kunsthistorici samen in Bern voor een eerste colloquium. 
Het project Corpus Vitrearum staat onder de auspiciën van de Union Académique Internationale (UAI) en van het Comité International d'Histoire de l'Art (CIHA). In 2011 ging het Technisch Comité over in een internationaal wetenschappelijk comité van ICOMOS/Corpus Vitrearum onder de naam International Scientific Committee for the Conservation of Stained Glass (ISCCSG). 

## Landen

### België
In 1961 publiceerde Jean Helbig (1895-1984) een eerste deel over het middeleeuwse glas-in-lood tot het jaar 1500. Helbig was conservator  van de glas- en keramiekcollecties in de Koninklijke Musea voor Schone Kunsten van België, en internationaal erkend als specialist van de historische glasramen in België. Nadien volgden nog meer publicaties van hem en van anderen, onder meer in de reeksen "Études" en "Checklist".
De feitelijke vereniging Corpus Vitrearum België werd in 1965 opgericht op initiatief van historicus, kunsthistoricus en stichtend voorzitter Jacques Lavalleye (1900-1974), hoogleraar aan de Katholieke Universiteit Leuven en lid van de Union Académique Internationale. Latere voorzitters waren René Sneyers en Liliane Masschelein-Kleiner, beiden directeurs van het Koninklijk Instituut voor het Kunstpatrimonium, waarmee de vereniging nauw samenwerkt, voorts Yvette Vanden Bemden, opgevolgd door Madeleine Manderyck. 

### Nederland
Hoewel er al sinds 1953 Nederlandse contacten waren met het Corpus Vitrearum, werd het nationale comité pas in 1981 opgericht. Tot 2002 stond het Nederlandse Corpus Vitrearum onder auspiciën van de Koninklijke Nederlandse Akademie van Wetenschappen. Tussen 1997 en 2002 werden de gebrandschilderde ramen van de Sint-Janskerk (Gouda) gepubliceerd in 3 delen. Een ander deel behandelt in twee delen alle andere gebrandschilderde ramen in Nederland tot 1795.

### Internationaal
In Europa werden nationale comités opgericht in België, Duitsland, Frankrijk, Groot-Brittannië, Italië, Nederland, Oostenrijk, Polen, Portugal, Rusland, Zwitserland, Scandinavië, Spanje, en Tsjechische Republiek/Slowakije. Voorts bestaan ook comités in Canada en de VS. 